# Biblioteka Uniwersytecka w Warszawie

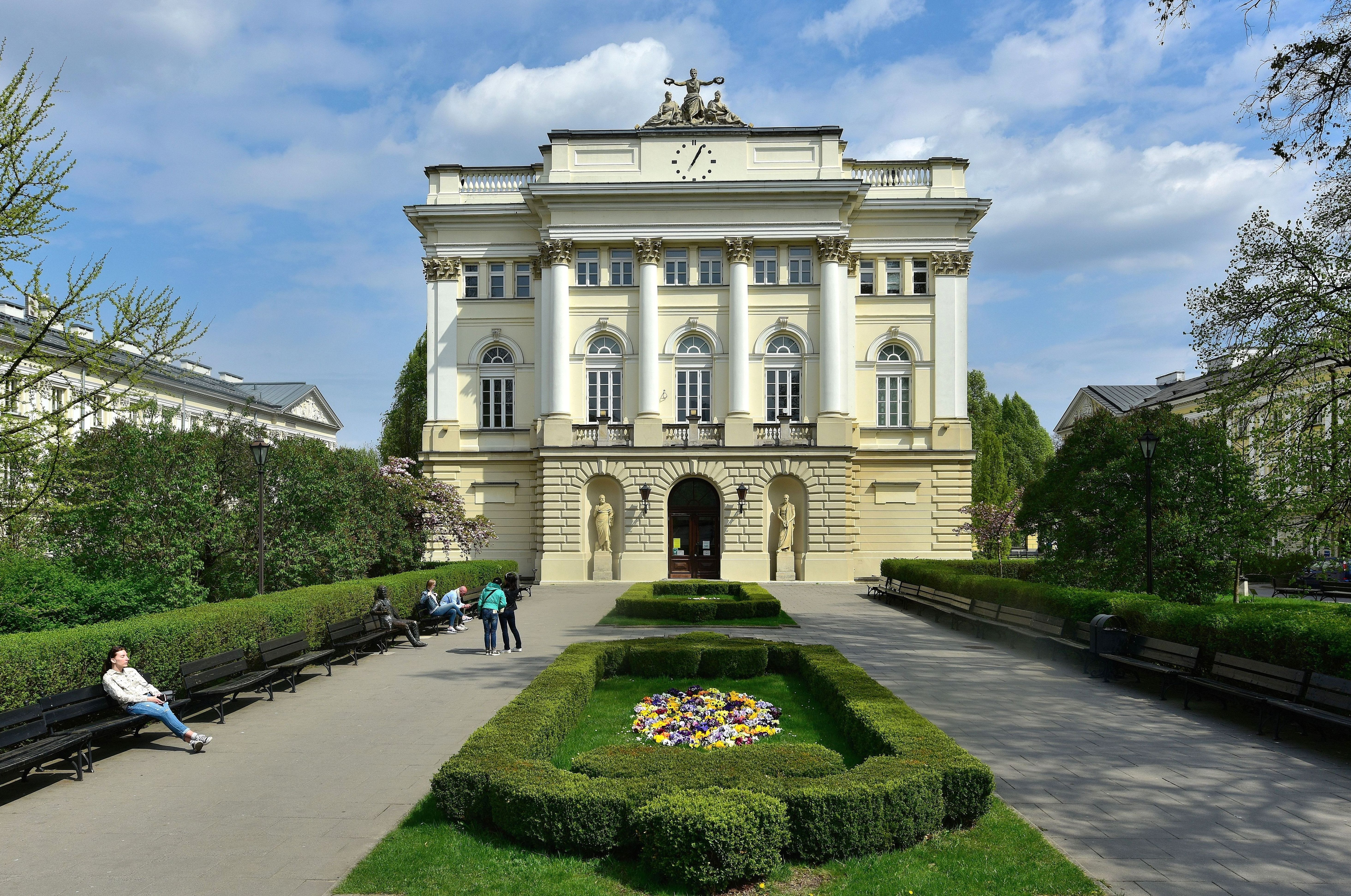
Dawna siedziba BUW w kampusie centralnym Uniwersytetu przy ul. Krakowskie Przedmieście 26/28

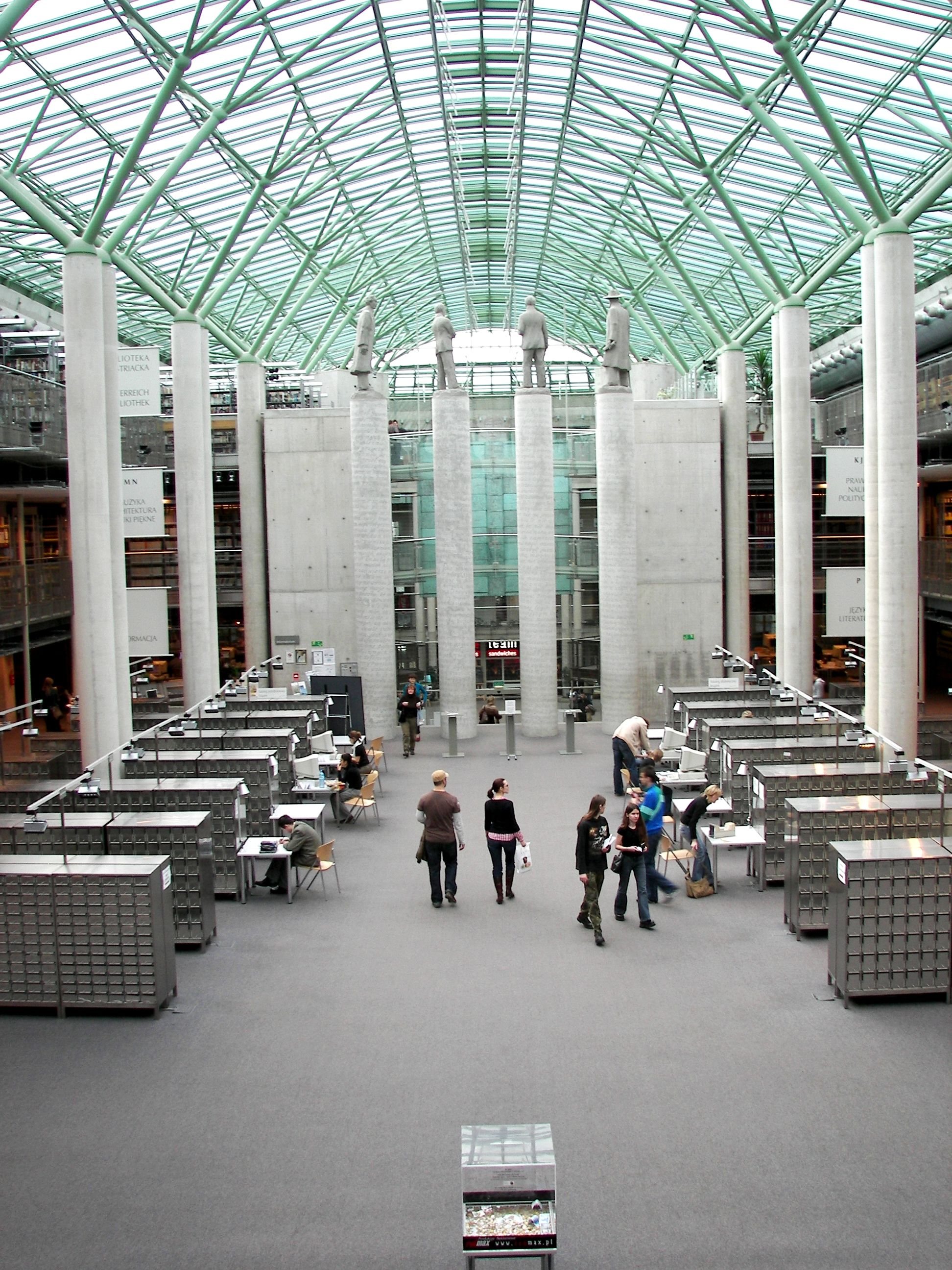
Hol główny – na wprost widać główne wejście i kolumnadę filozofów

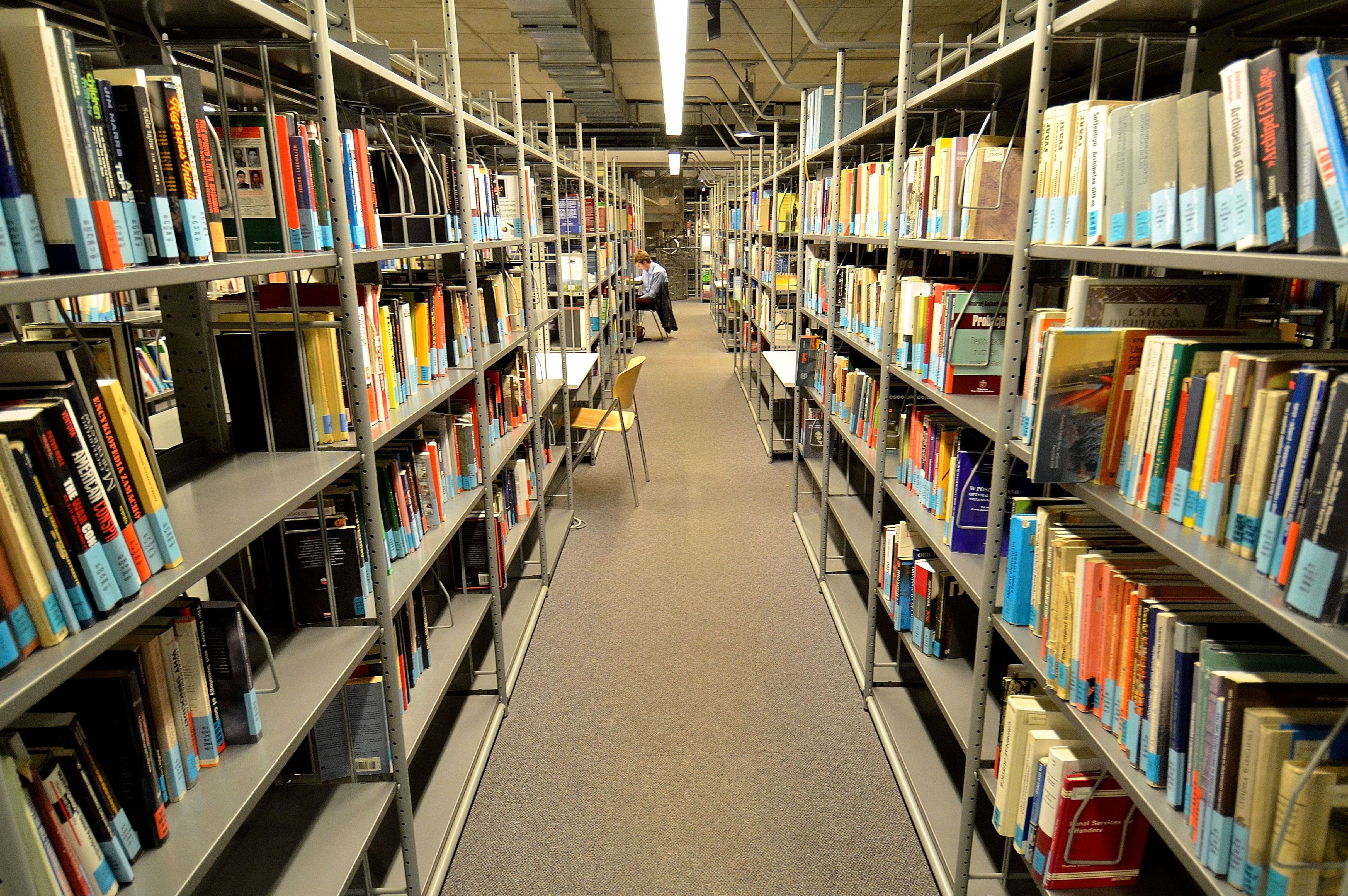
BUW był prekursorem swobodnego dostępu do zasobów bibliotecznych w Polsce

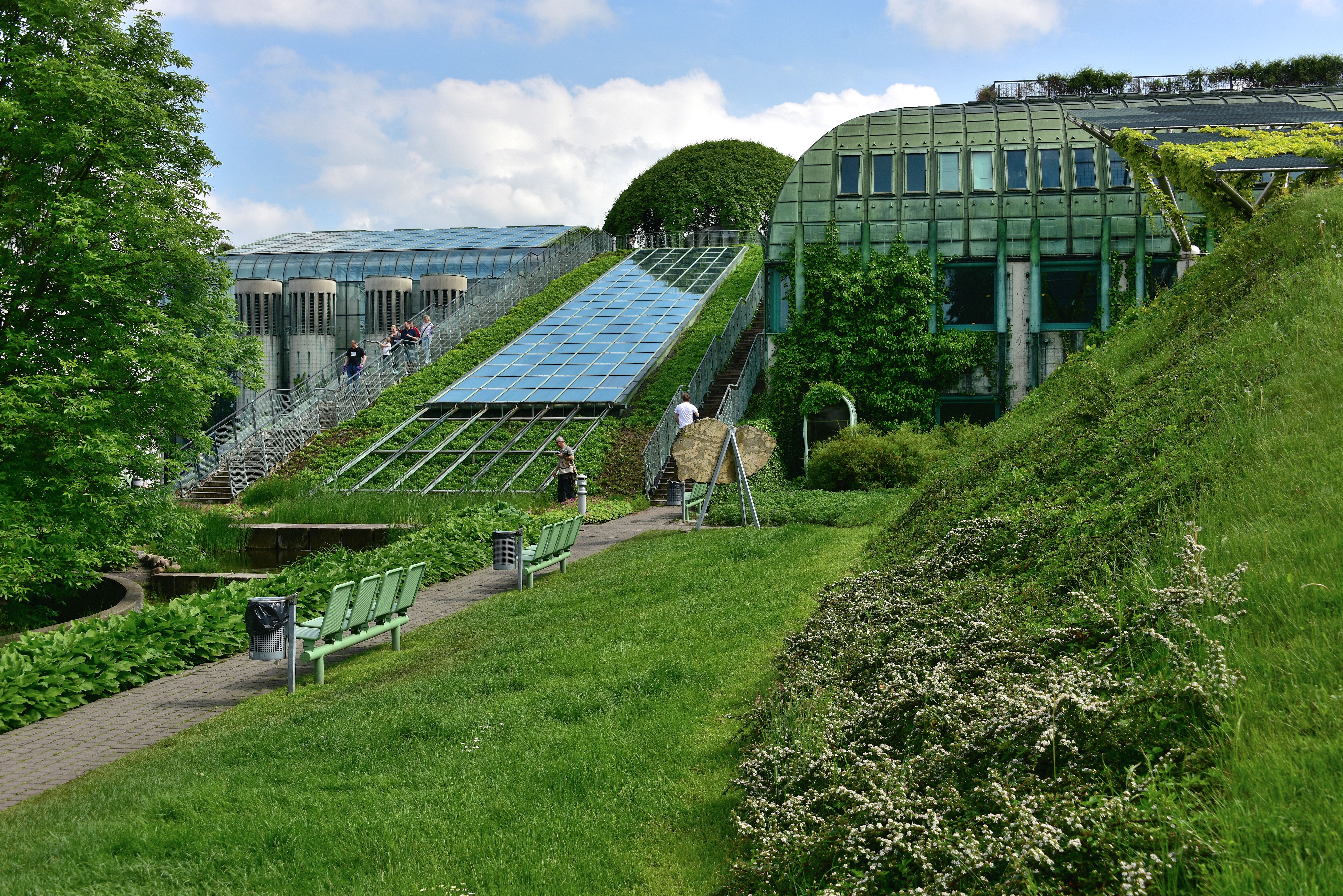
Fragment ogrodu BUW

Biblioteka Uniwersytecka w Warszawie (BUW) – biblioteka utworzona przy Uniwersytecie Warszawskim w 1816. Jej siedziba znajduje się przy ul. Dobrej 56/66.

## Historia
Historia Biblioteki sięga utworzenia Królewskiego Uniwersytetu Warszawskiego w 1816 r. Wraz z powstaniem Uniwersytetu założona została biblioteka organizacyjnie związana z uczelnią. W marcu 1818 r. została usamodzielniona i zyskała charakter biblioteki publicznej. Pierwszym jej dyrektorem został leksykograf Samuel Linde, jego zastępcą zaś Joachim Lelewel.
Bibliotekę umieszczono w Pałacu Kazimierzowskim, w siedzibie Uniwersytetu. Bieżącą produkcję wydawniczą z terenu Królestwa Polskiego zapewniał Bibliotece egzemplarz obowiązkowy, do którego uzyskała prawo w 1819 r.
Najcenniejsze zbiory znajdowały się w Gabinecie Rycin, w skład którego weszły m.in. kolekcje króla Stanisława Augusta Poniatowskiego i Stanisława Kostki Potockiego.
Po upadku powstania listopadowego Biblioteka została zamknięta, a dużą część zbiorów, Gabinet Rycin, kolekcję numizmatyczną oraz katalogi i inwentarze wywieziono w 1832 r. do Petersburga.
W 1862 r. reaktywowano w Warszawie Uniwersytet, pod nazwą Szkoły Głównej. Biblioteka przyjęła nazwę Biblioteki Głównej, zaś jej dyrektorem został Józef Przyborowski, a jego zastępcą wybitny bibliograf Karol Estreicher.
W 1869 r. Szkołę Główną przekształcono w uniwersytet rosyjski. Wkrótce także Biblioteka Główna została podporządkowana Uniwersytetowi.
W roku 1894 oddano do użytku nowy gmach Biblioteki zaprojektowany przez Antoniego Jabłońskiego-Jasieńczyka i Stefana Szyllera.
W sierpniu 1915 r. po opuszczeniu przez Rosjan Warszawy, Cesarski Uniwersytet Warszawski został ewakuowany do Rostowa nad Donem. Wywiezione zostały najcenniejsze zbiory biblioteki: inkunabuły, rękopisy, część inwentarzy i archiwum bibliotecznego. Biblioteka została ponownie uruchomiona jesienią 1915 r. wraz z odrodzeniem polskiego Uniwersytetu w Warszawie.
W chwili wybuchu II wojny światowej biblioteka posiadała ok. miliona jednostek zbiorów. W 1940 r. połączono biblioteki: Narodową, Uniwersytecką i Ordynacji Krasińskich tworząc Staatsbibliothek Warschau. W czasie okupacji Biblioteka nielegalnie udostępniała swoje zbiory tajnym uniwersytetom: Warszawskiemu i Poznańskiemu.
Tuż po wojnie działalność Biblioteki skupiała się głównie na rewindykacji swoich zbiorów oraz na przejmowaniu księgozbiorów porzuconych, głównie poniemieckich i podworskich.
W 1990 r. rząd Tadeusza Mazowieckiego podjął decyzję, aby dochody z wynajmu gmachu byłego KC PZPR przeznaczyć na budowę nowej siedziby Biblioteki.
Do czasu wybudowania nowego gmachu Biblioteka mieściła się w budynku znajdującym się w kampusie centralnym UW przy Krakowskim Przedmieściu 26/28. Mniejsze oddziały mieściły się m.in. w pałacu Tyszkiewiczów-Potockich (dyrekcja, część zbiorów specjalnych), w budynku św. Rocha na tzw. Małym Dziedzińcu (Czytelnia Czasopism), w pałacu Zamoyskich na Nowym Świecie (Wypożyczalnia Księgozbioru Dydaktycznego) oraz w budynku na ul. Żwirki i Wigury (Oddział Zbiorów Muzycznych).
W 1993 r. rozpisano konkurs architektoniczny na nowy gmach Biblioteki. Pierwszą nagrodę oraz wskazanie do realizacji uzyskał projekt architektów Marka Budzyńskiego i Zbigniewa Badowskiego.
11 czerwca 1999 r. Jan Paweł II poświęcił nowy gmach Biblioteki a 15 grudnia 1999 r., po pięciomiesięcznej przeprowadzce, Biblioteka została otwarta dla czytelników w nowej siedzibie na rogu ulic Dobrej i Lipowej.
15 czerwca 2001 r. prezydent USA George W. Bush wygłosił w nowym gmachu przemówienie do społeczności UW i mieszkańców Warszawy.
W listopadzie 2018 roku jako pierwsza w Polsce Biblioteka wprowadziła nowy model zakupu książek elektronicznych, wprowadzając nową nazwę „Zakup Decyzją Czytelnika”.

## Dyrektorzy
- Samuel Bogumił Linde (1817–1836)
- Tomasz Dziekoński (1836–1839)
- Nikołaj Filipow (1839–1846)
- Paweł Zaorski (1846–1849)
- Kazimierz Sumiński (1849–1863)
- Adam Jakubowski (1863–1867)
- Józef Przyborowski
- Nikołaj Pawłowicz Barsow (1871–1888)
- Sergiej Iwanowicz Wiechow (1888–1914)
- Walerij Pogoriełow (1914–1915)
- Stanisław Poniatowski (1915–1919)
- Zygmunt Batowski (1919–1929)
- Stefan Rygiel (1929–1936)
- Andrzej Tretiak (1936 kurator)
- Wacław Borowy (1936–1938)
- Bolesław Olszewicz (1938–1939)
- Adam Lewak (1939–1940, 1945–1956)
- Wilhelm Witte (1940–1944)
- Jan Baculewski (1956–1982)
- Radosław Cybulski (1982–1987)
- Jadwiga Krajewska (1987–1992)
- Henryk Hollender (1992–2003)[19]
- Ewa Kobierska-Maciuszko (2003–2013)[20]
- Jolanta Talbierska (2013–2018)[21]
- Anna Wołodko (2018–2023)[22]
- p.o. dyrektora Jolanta Talbierska (od 2023)[23]

## Współczesność

### BuwLOG – biblioteczny blog własnego formatu
W latach 1996–2013 ukazało się ponad 200 numerów „Biuletynu BUW” – periodyku opisującego ważne momenty z życia biblioteki. Do listopada 2010 roku Biuletyn ukazywał się w wersjach papierowej (od 1993 r.) i elektronicznej (od 1998 r.), natomiast od grudnia tegoż roku wydawany był wyłącznie w wersji elektronicznej. Od marca 2014 r. bibliotekarze opisują biblioteczną rzeczywistość, dyskutują, dzielą się zawodowym doświadczeniem oraz publikują własną twórczość na BUWLogu.

### BUW dla sów
BUW dla sów to specjalna akcja BUW dla studentów uczących się do egzaminów, polegająca na wydłużeniu godzin otwarcia Biblioteki do godziny 5 rano, czyli do odjazdu pierwszego porannego autobusu z przystanku przed Biblioteką. Po raz pierwszy BUW dla sów miał miejsce przed sesją zimową w 2010 roku. Biblioteka pozostawała otwarta do rana przez dwa tygodnie, oprócz weekendów. Akcja została entuzjastycznie przyjęta przez studentów i odbywa się cyklicznie: dwa razy w roku przed sesjami egzaminacyjnymi zimową i letnią.
W czasie sesji letniej 2023 r. „BUW dla sów” po raz pierwszy przyjął formułę działania w pełni całodobowego, co oznacza że biblioteka nie jest już zamykana na 3 godziny pomiędzy 5 a 8 rano.
W 2023 r. akcja BUW dla sów została wyróżniona w konkursie IFLA PressReader International Marketing Award za strategiczne, innowacyjne i efektywne podejście do marketingu bibliotecznego.

### Samoobsługa w Bibliotece
W 2019 r., po raz pierwszy w historii, Biblioteka była otwarta bez pełnej obsługi użytkownika, w tzw. trybie bezobsługowym. Zmiana trybu pracy nastąpiła na skutek wyraźnego zapotrzebowania społeczności UW na wydłużony czas otwarcia BUW w miesiącach wakacyjnych.
W kolejnych latach bezobsługowa formuła była wykorzystywana coraz częściej, m.in. w godzinach nocnych (tzw. BUW dla sów). Dzięki wykorzystaniu tej formuły, od 24 kwietnia 2023 r. na wniosek studentów, po raz pierwszy otwarto bibliotekę w godzinach nocnych poza sesją egzaminacyjną w drodze pilotażu dwa razy w tygodniu: w poniedziałki i soboty. Krótko później, dzięki bezobsługowej pracy, BUW zaczął być otwierany także w dni ustawowo wolne od pracy.
Od 2 października 2023 r. BUW będzie czynny całodobowo już na stałe, z trybem samoobsługowym między 21 a 9 rano oraz w niedziele.

### BiblioWawa – System Wypożyczeń Warszawskich
BUW uczestniczy w projekcie wzajemnego wypożyczania zbiorów bibliotecznych BiblioWawa. System Wypożyczeń Warszawskich został uruchomiony 18 grudnia 2017. Oprócz BUW współtworzą go biblioteki następujących sześciu warszawskich uczelni: Akademii Pedagogiki Specjalnej, Akademii Wychowania Fizycznego, Politechniki Warszawskiej, Uniwersytetu Kardynała Stefana Wyszyńskiego, Warszawskiego Uniwersytetu Medycznego, Wojskowej Akademii Technicznej.

### BUW w gronie międzynarodowych stowarzyszeń i organizacji
Biblioteka Uniwersytecka jest członkiem następujących stowarzyszeń i organizacji:
- AANLA – Association des Amis des Nouvelles du Livre Ancien;
- CERL – Consortium of European Research Libraries;
- IAC – International Advisory Committee of Keepers of Public Collection of Graphic Art;
- IAML – International Association of Music Libraries;
- ICAM – International Confederation of Architectural Museums;
- IFLA – International Federation of Library Associations and Institutions;
- LIBER – Ligue des Bibliotheques Europeennes de Recherche;
- OCLC – Online Computer Library Center Global Council, EMEA Regional Council.

### Kradzież książek (2023)
W październiku 2023 roku stwierdzono kradzież z czytelni BUW ok. 80 egzemplarzy XIX-wiecznych książek w języku rosyjskim. Złodzieje wycięli z okładek i zabrali zawartość książek zastępując ją atrapami. W konsekwencji stwierdzonych nieprawidłowości w udostępnianiu zbiorów oraz zignorowaniu wiadomości od Komendy Głównej Policji z grudnia 2022 roku o prowadzonym na wniosek policji łotewskiej postępowaniu dotyczącym kradzieży w Bibliotece Narodowej Łotwy (jedna z osób związanych z tamtą kradzieżą miała kartę czytelnika BUW i dwukrotnie była w warszawskiej bibliotece w listopadzie 2022 roku), zarządzeniem rektora stanowiska straciły dyrektor biblioteki Anna Wołodko i wicedyrektor ds. zbiorów specjalnych Katarzyna Ślaska.

## Zbiory
W czasie II wojny światowej BUW utraciła 14% swoich zbiorów (130 tys. ze 927,8 tys. jednostek).
W 2019 w BUW oraz 40 bibliotekach wydziałowych UW znajdowało się 6 236 619 pozycji. Zbiory samej Biblioteki Uniwersyteckiej to 3 393 209 jedn. ewid., w tym 2 200 073 wydawnictw zwartych, 782 064 wydawnictw ciągłych oraz 407 511 zbiorów specjalnych. Liczba czytelników BUW w 2019 roku wynosiła 112 826.
Biblioteka ma prawo do otrzymywania egzemplarza obowiązkowego.

## Crispa
Od 21 grudnia 2007 roku działa elektroniczna biblioteka Uniwersytetu Warszawskiego. Udostępnia ona bez ograniczeń obiekty będące w domenie publicznej, tzn. niepodlegające ochronie prawa autorskiego oraz publikacje, co do których posiadacze praw udzielili Uniwersytetowi licencji. Do 2019 roku znana była jako e-BUW, we wrześniu 2019 została udostępniona czytelnikom nowa wersja o nazwie Crispa.

## NUKAT
W 2002 r. z inicjatywy grupy bibliotek akademickich i Biblioteki Narodowej uruchomiony został centralny katalog zbiorów polskich bibliotek naukowych NUKAT. Przedsięwzięcie to zostało sfinansowane dzięki grantowi Fundacji A.W. Mellona. Centrum NUKAT jest jednym z oddziałów Biblioteki Uniwersyteckiej w Warszawie. W 2007 r. Biblioteka Narodowa odstąpiła od współtworzenia katalogu. Obecnie NUKAT współtworzy ponad 175 bibliotek naukowych i akademickich (w tym trzy biblioteki stacji badawczych PAN w Rzymie, Paryżu i Wiedniu).

## Budynek
Budynek o kubaturze 260 tys. m³ zajmuje powierzchnię 64 tys. m². Na dachu znajduje się ogólnodostępny ogród barwny. Koszt realizacji wyniósł 80 mln USD. W pobliżu znajdują się: Centrum Nauki Kopernik, Wydział Prawa i Administracji Uniwersytetu Warszawskiego, Wydział Neofilologii Uniwersytetu Warszawskiego i Kolegium Artes Liberales.
Na zbiory biblioteczne przeznaczono 40 tysięcy m², z możliwością rozszerzenia o następne 10 tysięcy m². Gmach Biblioteki może pomieścić 5 milionów woluminów zbiorów. Oprócz części bibliotecznej znajduje się tam również część usługowa.
Przed budynkiem, od strony ulicy Dobrej, znajduje się tzw. fasada kulturalna (w odróżnieniu od pozostałych fasad ekologicznych). Ma ona „mówić o związkach z przeszłością, z różnorodnością cywilizacji, z grecko-rzymskim i judeo-chrześcijańskim źródłem polskiej kultury”. 6 wejść z tej strony rozdziela 8 tablic symbolizujących strony ksiąg. Znajdują się na nich kolejno (od lewej):
- fragment Etiudy b-moll op. 4 nr 3 Karola Szymanowskiego w notacji muzycznej,
- tablica z notacją matematyczną, zawierająca: wzór i wykres funkcji jednej zmiennej opisujący normalny rozkład prawdopodobieństwa (Dzwon Gaussa), rozwinięcie dziesiętne liczby π, ciąg dokładny grup homologii dla pary przestrzeni topologicznych, fragment struktury chemicznej łańcucha nukleotydowego kwasu nukleinowego, program komputerowy w języku Pascal opisujący Problem Collatza oraz Równania Maxwella opisujące zjawiska elektryczne, magnetyczne i związki między nimi.
- Tekst sanskrycki, zawierający fragmenty Rygwedy (3.62.10), Upaniszady Mundaka (1.1.4-6) oraz Bhagawadgity (13.7-11).
- Tekst hebrajski, zawierający fragment starotestamentowej Księgi Ezechiela (Ez 3, 1-3[52]).
- Tekst arabski, zawierający fragment Księgi zwierząt Al-Dżahiza.
- Tekst grecki, zawierający fragment dialogu Fajdros autorstwa Platona (274e7-275a6)
- Tekst staroruski, zawierający fragment Powieści minionych lat z początków XII wieku.
- Tekst staropolski, zawierający fragment Wykładu cnoty autorstwa Jana Kochanowskiego.

W 2004 przed wejściem ustawiono tzw. ruszt. Jest to jedyna w Polsce zachowana XIX-wieczna żeliwna konstrukcja regału bibliotecznego, pochodząca z magazynu dawnej siedziby BUW przy ul. Krakowskie Przedmieście. Jest on symbolicznym łącznikiem między przeszłością a współczesnością.
Nad głównym wejściem do biblioteki wiodącym z krytego pasażu umieszczono symbol BUW – otwartą księgę z patynowanego brązu z napisem Hinc omnia (łac. stąd wszystko). Dalej, na szczycie schodów prowadzących do holu katalogowego na poziomie 1, na czterech wysokich kolumnach umieszczono pomniki wybitnych filozofów polskich szkoły lwowsko-warszawskiej: Kazimierza Twardowskiego, Jana Łukasiewicza, Alfreda Tarskiego i Stanisława Leśniewskiego. Inskrypcje na kolumnach zawierają fragmenty tekstów z ich prac. Autorem rzeźb jest Adam Myjak.

### Ogród
Ogród na dachu Biblioteki, zaprojektowany przez architekt krajobrazu Irenę Bajerską, został otwarty 12 czerwca 2002 r. Jest jednym z największych ogrodów dachowych w Europie. Rozciąga się na powierzchni ponad 1 ha, roślinność zajmuje w nim 5111 m².
Ogród składa się z dwóch części: górnej (o powierzchni 2000 m²) i dolnej (o powierzchni 15 000 m²), połączonych strumieniem z kaskadowo spływającą wodą.
Bezpośrednio przy budynku znajdują się kwitnące krzewy okrywowe (m.in. tawulec pogięty „Crispa”), oraz pnącza. W dolnym ogrodzie znajdują się kaskada i zarybiony staw, nad którym mieszkają kaczki. Posadzono tu drzewa, krzewy i byliny utrzymane w tonacji niebiesko-białoróżowej. Dolny ogród zdobią także granitowe rzeźby Ryszarda Stryjeckiego – cykl „Szkic sytuacyjny” nawiązuje do motywów kosmologicznych.
W górnym ogrodzie rośliny są posadzone na 30-centymetrowej warstwie ziemi usypanej na dachu Biblioteki. Górny ogród podzielono na kilka części, różniących się formą, kolorem i zapachem:
- ogród złoty w części północnej skomponowany jest z żółto i pomarańczowo kwitnących krzewów (m.in. forsycja „Maluch”, pięciornik krzewiasty „Goldfinger” i „Goldteppich”, tawuła japońska „Goldmound”) i pnączy (powojnik tangucki); tło stanowią płożące odmiany jałowca pospolitego („Green Carpet”) i berberysu Thunberga („Green Carpet”) oraz niewysokie drzewka karagany syberyjskiej w odmianie „Pendula”,
- ogród srebrny (od wschodu) obsadzony jest srebrzystolistnymi wierzbami (szwajcarską, całolistną „Hakura Nishiki”, żyłkowaną oraz purpurową „Pendula” i „Gracilis”), biało kwitnącym pięciornikiem krzewiastym „Abbotswood”, a także kosodrzewiną, tawułą norweską „Grefsheind”, płożącą irga Dammera i jałowcem Pfitzera „Mint Julep”. Podstawą kompozycji są ozdobne trawy (kostrzewa walezyjska „Glauca” i ametystowa, strzęplica sina i drżączka średnia),
- ogród karminowy (od południa) składa się z różowo i czerwono kwitnących krzewów: czerwonolistnego berberysu Thunberga „Atropurpurea Nana” i krzewuszki cudownej „Foliis Purpureis”, lilaka Meyera, powojnika alpejskiego „Francis Rivis”, irgi Dammera „Skogholm” i róż „Rugodita”. Uzupełnienie stanowią byliny – rozchodnikowiec okazały i macierzanka piaskowa. Kompozycja jest obramowana niskimi jabłoniami Sargenta, płożącym jałowcem Pfitzera „Mint Julep” i irgą Dammera,
- ogród zielony znajduje się nad „rogalem komercji”, od strony ulicy Dobrej. Jego ozdobami są zawciąg pospolity, pięciornik krzewiasty „Abbotswood” i irga Dammera „Major”.

Uzupełnieniem jest ogród wejściowy – pochylnia prowadząca na dach Biblioteki, obsadzona bluszczem i barwinkiem. Kończy go wznosząca się nad „świetlikiem” altana-antena, opleciona rdestówką Auberta. Wszystkie ogrody połączone są kładkami, ścieżkami, mostkami i pergolami, na których rosną winorośl japońska, hortensja pnąca, powojnik tangucki i winobluszcz pięciolistkowy. Z mostków i tarasu widokowego można podziwiać panoramę Warszawy, Most Świętokrzyski i Wisłę. Odwiedzający ogrody mogą też przez specjalne okna lub szklany dach zajrzeć z góry do wnętrza Biblioteki. W 2021 r. kładka prowadząca nad holem głównym, łącząca skrzydła północne i południowe budynku została permanentnie odgrodzona z uwagi na wątpliwości konstrukcyjne.

### Chashitsu Kaian – tradycyjny japoński pawilon herbaciany
W 2004 r. firma Kyoei Steel podarowała Zakładowi Japonistyki i Koreanistyki Wydziału Orientalistycznego UW tradycyjny pawilon herbaciany, który został umieszczony na poziomie 2 Biblioteki Uniwersyteckiej. Pawilon zaprojektowany przez Teruhito Iijimę wraz z jego otoczeniem został zbudowany z naturalnych materiałów (drewno, bambus, papier, glina, kamień). Prowadzone są tam zajęcia uniwersyteckie poświęcone japońskiej kulturze drogi herbaty, prezentacje i ogólnodostępne warsztaty chanoyu, m.in. podczas Dni Japonii na UW. Pawilon jest jedynym w Polsce oryginalnym przykładem tradycyjnej architektury japońskiej.

### Nagrody
W 2002 zespół projektantów budynku BUW otrzymał nagrodę I stopnia Ministra Infrastruktury w dziedzinie „architektura i budownictwo”.
W 2005 budynek został umieszczony na liście Polska. Ikony architektury.
W 2023 budynek zwyciężył w plebiscycie „Gazety Wyborczej” na ikonę architektoniczną Warszawy.